# Werner Junck
Werner Junck (ur. 28 grudnia 1895 w Magdeburgu, zm. 6 sierpnia 1976 w Monachium) – niemiecki as myśliwski z czasów I wojny światowej i generał Luftwaffe w czasie II wojny światowej.
Był ranny 6 lipca 1918.

## Okres międzywojenny
W okresie międzywojennym brał udział w pierwszej, trzeciej i czwartej edycji zawodów z cyklu Challenge, zajmując odpowiednio 27., 14. i 6. miejsce.

## Odznaczenia
- Krzyż Rycerski Krzyża Żelaznego – 9 czerwca 1944
- Krzyż Żelazny (1939) I Klasy
- Krzyż Żelazny (1939) II Klasy